# إيزابيل إيبرهارت
ايزابيل ايبرهارت (بالألمانية: Isabelle Eberhardt) (17 فبراير 1877 - 21 أكتوبر 1904) مستكشفة وكاتبة سويسرية، عاشت وسافرت في شمال أفريقيا. كانت من أكثر نساء جيلها تحررا، حاربت المبادئ الأخلاقية الأوروبية واعتنقت الإسلام. توفيت في فيضان طوفاني في الصحراء بين الحدود المغربية الجزائرية عندما كان عمرها 27 سنة.

## نشأتها
ولدت إيبرهارت في جنيف لأم أرستقراطية لوثرية روسية من أصول ألمانية بلطيقية تدعى ناتالي موردر، وأب لاسلطوي يدعى آلكسندر تروفيموفسكي، وهو عشيق أمها، الذي ولد في أرمينيا، وكان قسيسا ثم اعتنق الإسلام. كانت أمها زوجة لجنرال أرمل كبير في العمر، بافل دي موردر، الذي كان متحصلا على مناصب امبريالية مهمة، حيث كان يشغل قبيل الثورة البلشفية قائدا عاما لشرطة القيصر. وبعض المؤرخين يؤكدون أن والد إيزابيل الحقيقي هو الشاعر الفرنسي الشهير آرثر رامبو. لكن إيزابيل لم تكن متأكدة من كان والدها الحقيقي، فأخذ اسمها العائلي من جدتها من جانب والدها.
أنجبت بعدها ابنين وابنة، وبعد الثورة سافرت إلى جنيف بسويسرا وأخذت معها مدرّسها الخصوصي تروفيموفسكي. بعد فترة قصيرة من وصولها إلى سويسرا، أنجبت أغوستين أخ إيزابيل، وبعد أربع أشهر سمعت أن زوجها توفي من سكتة قلبية. قررت بعدها البقاء في سويسرا. بعد بأربع سنوات، أنجبت إيزابيل وسُجلت كإبنة لقيطة وبذلك تجنّبت ذكر أبوة مدرسها آلكسندر. لقاطة إيزابيل سببت لها مشاكل مادية وعاطفية وقد منعتها من حقوقها الوراثية وأدى به هذا إلى الشعور بالجفاء من قبَل أشقائها الذين كانوا يعادون أبيها. بالرغم من ذلك، كانت إيزابيل متعلمة، في الرابعة عشر اهتمت باللغة التركية أولاً قبل أن تتعلم وتتقن اللغة العربية، وتكاتب بها بعضا من كبار المستشرقين الروس المعاصرين لها.
كما حصلت على كتاب في النظام النحوي في اللغة الأمازيغية القبائلية وتعلمتها عبره. لقد كانت إيزابيل، ومنذ أن كانت صغيرة في السن، ترتدي الملابس الرجالية كي تمنح لنفسها حرّية أكثر، وكانت تحتقر ملابس النساء، ورغم محاولتها، كان جمالها البارز يكشف أنوثتها. كان منزل والدتها يعج باجتماعات اللاسلطويين، والعدميين والثوار من مختلف البلدان، لذلك فإنه ليس من المستغرب أن تخرج الفتاة متأثرة بفكرهم.
وعندما بلغت الخامسة عشرة من العمر قرأت إعلانا صغيراً نشره ضابط فرنسي مصاب بالسأم خلال تأديته الخدمة العسكرية في الجزائر، فسارعت للكتابة اليه، وسرعان ما نشأت بين الإثنين قصة حب عبر المراسلة، وقررت لقائه فغادرت النمسا إلى الجزائر. وبعد رحلة طويلة وشاقة اكتشفت أنه لا يطابق مواصفات فارس الأحلام الذي تخيلته.

### السفر إلى الجزائر
| إيزابيل إيبرهارت | ... سأعيش بدوية طوال حياتي... عاشقة للآفاق المتغيرة والأماكن البعيدة الغير مستكشَفة... لأن كل رحلة، حتى إلى المواقع المعروفة عند الجميع، هي استكشاف. مذكرات إيزابيل إيبرهارت | إيزابيل إيبرهارت |

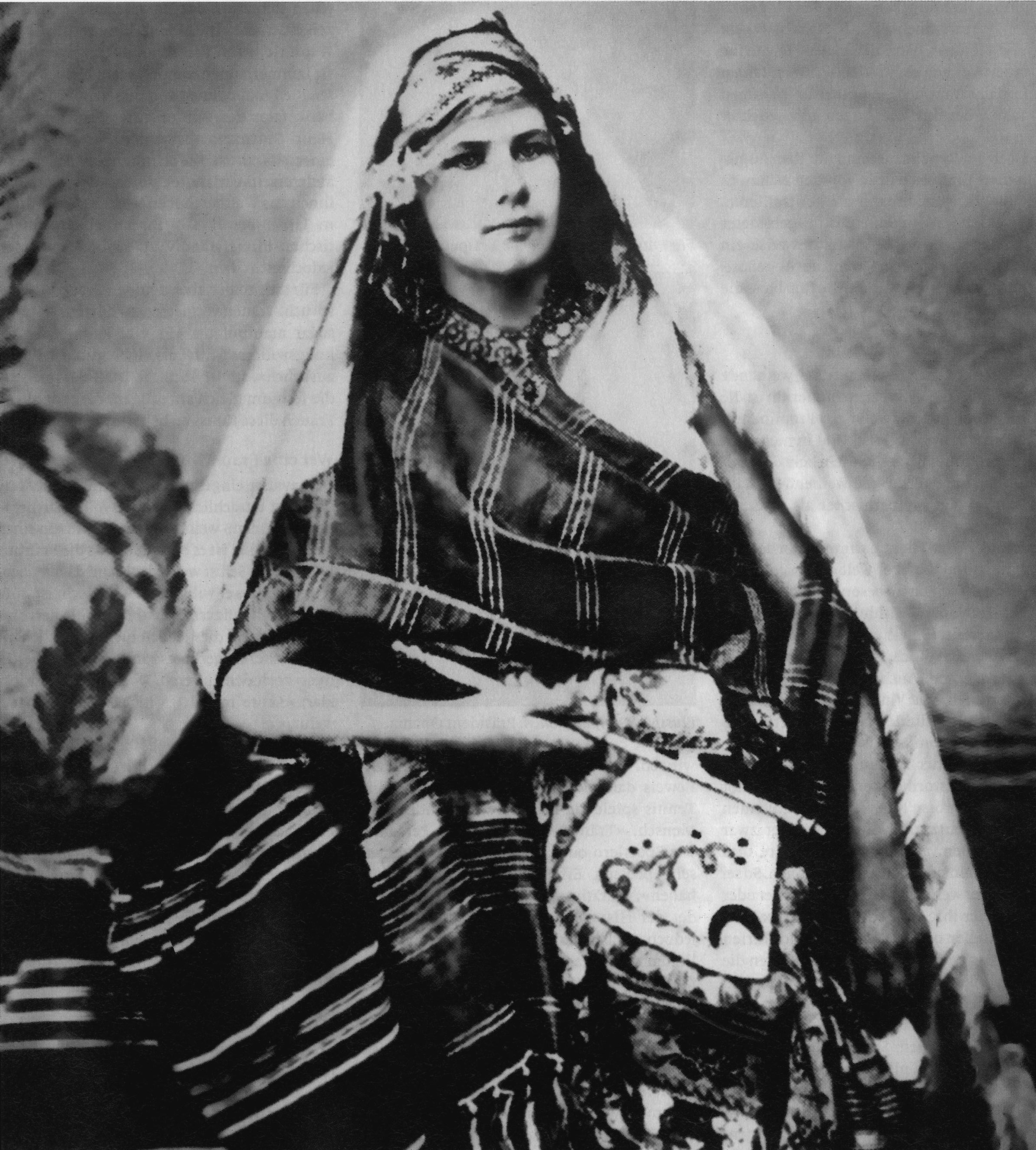
ايزابيل ايبرهارت

سنة 1894 هرب أخوها أوغسطين وانخرط في الجيش كجندي، وتواصل معها من سيدي بلعباس، فكان هذا الحدث بالنسبة لوالده انحطاط وسقوط من سلمه الاجتماعي، لكن بالنسبة لإيزابيل كان هذا الخبر كدعوة إليها. فكتبت لأخيها: 
| إيزابيل إيبرهارت | "أنت في أراض المغرب، دار الإسلام، هي، إن كنت لا تزال تذكر، كعبتنا.!" | إيزابيل إيبرهارت |

سافرت إيبرهارت إلى الجزائر لأول مرة في مايو 1897 مع أمها في محاولة للإثنين ببدأ حياة جديدة، بعدها اعتنقتا الإسلام هناك. وكانت الأم قد اعتنقت الإسلام تحت تأثير ابنتها. توفيت أمها فجأةً في عنابة ودفنت تحت اسم فاطمة منوبية وفقا للتقاليد والإسلامية، بعد فترة قصيرة من وفاة أمها، انخرطت وتضامنت مع المسلمين في محاربتهم للاستعمار الفرنسي. بعد ذلك بسنتين توفي أبوها من سرطان الحنجرة في 1899 في جنيف، وقد كانت إيزابيل تمرضه في هذا الوقت.
بعد انتحار أخوها فلاديمير، وزواج أغوستين أخوها بإمرأة فرنسية الذي لم يكن يلتقي معها في الآراء، انقطعت صلة إيزابيل إلى حدّ بعيد بحياتها الماضية. كتبت عن أغوستين أنه «مرة وإلى الأبد، اتجه بخطواته إلى طريق الأغلبية الضالة». ومنذ ذلك الحين، كما دونت في مذكاراتها، عاشت بقية عمرها في الجزائر، مقيمة فيها.

## رحلات روحية
كلفتها زوجة أحد النبلاء الأوروبيين، ميدورا ماركيز، بالتحقيق في الوفاة الغريبة لزوجها الماركيز في تونس، فاكتشفت إيبرهارت المجتمع الشمال إفريقي بحرية لم تستطع أن تجرّبها كامرأة عندما ارتدت ملابس رجالية، تحت اللقب «سي محمود السعدي» وهي تجول بلاد المسلمين تحقق في الجريمة. اعتبرت إيبرهارت الإسلام منالها في الحياة ومن خلال رحلاتها تعرفت إيزابيل على الطريقة القادرية الصوفية السرية، التي كان أتباعها يحاربون الظلم الاستعماري في الجزائر ويساعدون ويطعمون الفقراء في هذا الوقت. في بداية 1901، هجم عليها رجل بسيف، وهو قطع يدها تقريبا في محاولة اغتيال، لكنها عفت عنه، ونجحت في الدفاع عن حياته. ويرجع السبب إلى الخلافات الداخلية الموجودة بين الطرق الصوفية، والاستعمار من جهة أخرى، واستغلت السلطات الفرنسية الحادث وطردتها إلى مارسيليا، ويرجع البعض سبب ذلك إلى خشية السلطات من تحقيق إيزابيل في جريمة الماركيز. وتحول منفاها المؤقت إلى انتكاسة شجعتها على كتابة العديد من مؤلفاتها. وتعرفت هناك على جندي جزائري اسمه سليمان، والذي كان ينتمي لطريقة صوفية، فتزوجت به في 17 أكتوبر 1901، مما منحها الجنسية الفرنسية وحق الرجوع للجزائر.
في الأشهر الأخيرة من حياتها أقامت إيزابيل في قرية عين الصفراء الموجودة قرب الحدود المغربية الجزائرية بهدف تغطية العمليات التي كان يقوم بها الجيش الفرنسي بالحدود المغربية، بسبب الصراع القائم بين الثائر بوحمارة وقوات السلطان المغربي عبد العزيز بن الحسن والقبائل المتعربة والبربرية (الأمازيغية) المنقسمة بين هذا وذاك. توفيت إيبرهارت في فيضان طوفاني في عين الصفراء يوم 21 أكتوبر 1904. كانت تقطن بيت مؤجر في الصحراء مع زوجها، وانهار البيت الطيني في الفيضان، كان عمرها 27 سنة فقط، وجد عناصر الجيش الفرنسي، والذين كلفهم الجنرال ليوطي بعملية الإنقاذ، إيزابيل ميتة غرقا تحت أنقاض بيتها، وكانت تمسك بيديها مخطوطا كبيرا هو عبارة عن كتاب تأملات وملاحظات خطت فيه مسارها ومسيرتها القصيرة والحافلة، وعنونته ب«المتسكع». توفي زوجها سنة 1907.

## مؤلفاتها
بعض من كتاباتها:
- 1905 – «ياسمينة وقصص قصيرة أخرى جزائرية» (بالفرنسية: Yasmina et autres nouvelles algériennes).
- 1906 – «في ظل الإسلام الدافئ» (بالفرنسية: Dans l'Ombre Chaude de l'Islam).
- Les Journaliers (عمّال النهار)، 1922.

## وصلات خارجية
- إيزابيل إيبرهارت على موقع الموسوعة البريطانية (الإنجليزية)
- إيزابيل إيبرهارت على موقع إن إن دي بي (الإنجليزية)

- «امرأة فعلت ما لم تفعله أوروبية قبلها» سيرتها الذاتية في موقع الشرق الأوسط[وصلة مكسورة]